# Bouchetia
Bouchetia é um género botânico pertencente à família Solanaceae.